# 加德姆斯航空
加德姆斯航空（英語：Ghadames Air Transport）是一家以利比亞的黎波里米提加国际机场為基地的航空公司，主要營運非定期航班。

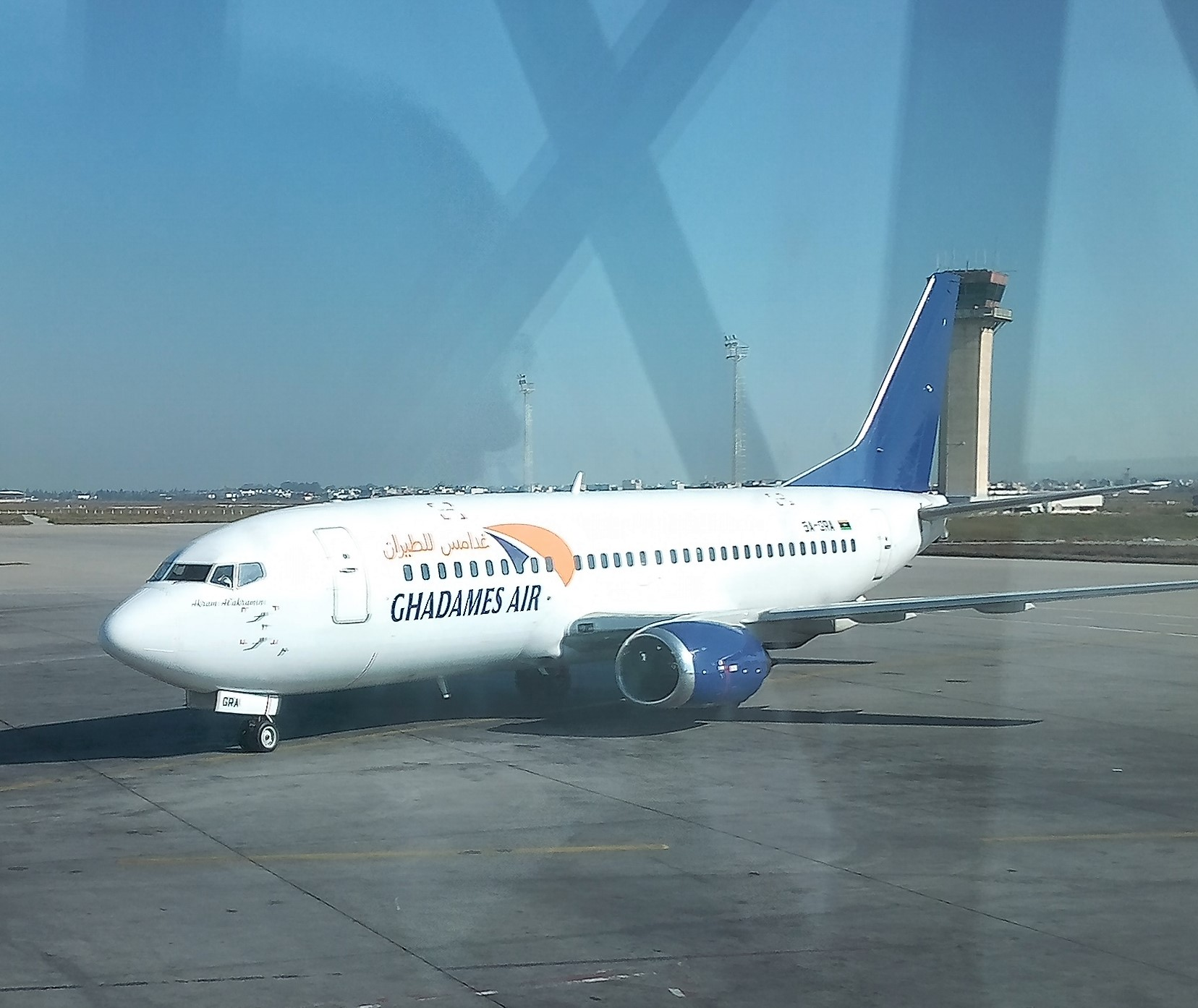
加德姆斯航空的波音737

## 歷史
加德姆斯航空在2004年成立，當時名為Ghadames Air。航空公司在2020年被取消空運營運許可，旗下兩架A320和福克F100被賣出。2021年重命名為Ghadames Air Transport重新營運，並購入兩架波音737-300，在2022年春季恢復服務。
2024年7月，加德姆斯航的商業總監被利比亞警方拘捕，他被指控利用航空公司運輸數以百計非法移民到中美洲尼加拉瓜，然後這些人北上至美國。航空公司被指在同年較早時間利用波音777-200飛機，在利比亞出發飛到馬那瓜，每班飛機載約400多名計劃赴美國的非法移民。

## 機隊
截至2024年11月，加德姆斯航空機隊如下：
- 1架波音737-300